# DFB-Jugend-Kicker-Pokal 1990/91
DFB-Jugend-Kicker-Pokalsieger 1990/91 wurde der FC Augsburg. Im Endspiel im Kölner Franz-Kremer-Stadion besiegte der FC Augsburg am 26. Juni 1991 den Gastgeber 1. FC Köln mit 3:2.

## Teilnehmende Mannschaften
Am Wettbewerb nahmen die Juniorenpokalsieger bzw. dessen Vertreter aus den 16 Landesverbänden des DFB teil:
| Regionalverband Nord                                                                                       | Regionalverband West                                                                         | Regionalverband Südwest                                                    | Regionalverband Süd | Berlin                            |
| --- | -------------------------------------------------------------------------------------------- | -------------------------------------------------------------------------- | --- | --------------------------------- |
| - Schleswig-Holstein: VfB Lübeck - Hamburg: Hamburger SV - Bremen: TSV Leeste - Niedersachsen: Hannover 96 | - Westfalen: FC Schalke 04 - Mittelrhein: 1. FC Köln - Niederrhein: Borussia Mönchengladbach | - Rheinland: SV Wittlich - Südwest: 1. FSV Mainz 05 - Saarland: FC Ensdorf | - Hessen: KSV Hessen Kassel - Baden: Karlsruher SC - Südbaden: kein Teilnehmer - Württemberg: SSV Ulm 1846 - Bayern: FC Augsburg | - Berlin: FC Hertha 03 Zehlendorf |

## Achtelfinale
| Gruppe Nord-West:   |                         |                                                           |                                                           |
|                     | Hamburger SV            | 0:2                                                       | Hannover 96                                               |
|                     | FC Schalke 04           | 2:1                                                       | VfB Lübeck                                                |
|                     | 1. FC Köln              | 7:0                                                       | Borussia Mönchengladbach                                  |
| Sa 01.06., 15:00    | FC Hertha 03 Zehlendorf | 5:0                                                       | TSV Leeste                                                |
| Gruppe Süd-Südwest: |                         |                                                           |                                                           |
|                     | FC Ensdorf              | 0:4                                                       | Karlsruher SC                                             |
|                     | SSV Ulm 1846            | 3:0                                                       | KSV Hessen Kassel                                         |
|                     | 1. FSV Mainz 05         | 1:5                                                       | FC Augsburg                                               |
|                     | SV Wittlich             | kampflos weiter, da der Verband aus Südbaden verzichtete. | kampflos weiter, da der Verband aus Südbaden verzichtete. |

## Viertelfinale
| Gruppe Nord-West:   |               |     |                         |
|                     | Hannover 96   | 2:1 | FC Schalke 04           |
| So 09.06.           | 1. FC Köln    | 2:1 | FC Hertha 03 Zehlendorf |
| Gruppe Süd-Südwest: |               |     |                         |
|                     | Karlsruher SC | 2:0 | SSV Ulm 1846            |
|                     | FC Augsburg   | 3:1 | SV Wittlich             |

## Halbfinale
| Gruppe Nord-West:   |               |     |             |
| So 16.06.           | Hannover 96   | 1:4 | 1. FC Köln  |
| Gruppe Süd-Südwest: |               |     |             |
| So 16.06.           | Karlsruher SC | 1:2 | FC Augsburg |

## Finale
| Paarung        | 1. FC Köln – FC Augsburg |
| Ergebnis       | 2:3 (2:1) |
| Datum          | Mittwoch, 26. Juni 1991 um 19:00 Uhr |
| Stadion        | Franz-Kremer-Stadion, Köln |
| Zuschauer      | 4.000 |
| Schiedsrichter | Wolf-Rüdiger Umbach (Rottorf) |
| Tore           | 1:0 Brandt (6.) 2:0 Brandt (16.) 2:1 Bleicher (45.) 2:2 Frey (72.) 2:3 Bleicher (80.) |
| 1. FC Köln     | Daniel Weber – Frank Ploeger – Holger Krebs (71. Joschi Chang), Björn Arens – Markus Jesse, Mirko Bernd (68. Sascha Lenhart), Sascha Häßler, Guido Jörres, Oliver Schmitt – Roland Brandt, Pablo Thiam Cheftrainer: Frank Schaefer |
| FC Augsburg    | Thomas Müller – Thomas Tuchel – Michael Niedermayer, Walter Rappel – Tugrul Geneci, Harald Gfreiter, Dieter Frey , Jochen Hoffmann, Dogan Bardak – Cumali Arslan, Franz Bleicher Cheftrainer: Heiner Schuhmann                     |
| Gelbe Karten   | Häßler, Bernd, Krebs – keine |
| Zeitstrafen    | Bernd – keine |